# Jamestown (Kentucky)
Jamestown város az USA Kentucky államában. Lakosainak száma 1867 fő (2020. április 1.).

## Népesség
A település népességének változása:
| Lakosok száma | 1794 | 1804 | 1867 |
|               | 2010 | 2015 | 2020 |